# إبراهيم الديلمي
إبراهيم يحيى الديلمي كاتب وشاعر يمني، ولد في مدينة ذمار عام 1976م

## المؤهل التعليمي
ليسانس شريعة والقانون جامعة صنعاء.

## الجوائز
حصل على جائزة رئيس الجمهورية في مجال الشعر لعام 2004م

## مؤلفاته
| أسم الكتاب                               | جهة الأصدار                  | صورة الغلاف |
| ---------------------------------------- | ---------------------------- | ----------- |
| ديوان حصاد المشاعر                       | وزارة الثقافة اليمنية 2004 م |             |
| كتاب عبد الله بن يحي الديلمي حياته وشعره | مطابع التوجيه المعنوي 2010 م |             |
| ديوان مشاهد يومية من زمن الصمت           | دار عبادي للنشر 2005         |             |

## مقتطف من قصائده
من هذا الزمان
| إبراهيم الديلمي | منْ هذا الزمان..؟ سكت اللسانْ ... فنتْ الضمائرُ أحرقتْ أعلامها كتل الدخانْ ... والصوت بالصوت استهان ْ... والرعب عشعش في المنازل ِ والشوارع والمواقع ِ والزنازين السمانْ ... تلك الصراخات احتوتها طعنة السكين في جسد ٍ عليه الصمت رانْ ...، في كل زاوية ٍمن البيت المغطى بالمخافة والهوانْ لم يبق في مدن الظلال ِ السود ظل ٌ شاحبُ الأوصافِ إلا وأختفى هرباً وللخوف استكانْ ... لم يبق تحت الأرض من أموات ِ هذا الليل مَيِت ٌ راحل ٌ إلا ودانْ ، عجباً لهذا الحال ِ هل عادت عصور الجهل من شهقات عصر الإرتهانْ ..؟ هل أصبح الطاغون أصناماً ؟ وهل ولدت وحوش الغاب ِ من رحم الكهانة بعد إعلان البيانْ ..؟ عجباً لماذا هذه الفوضى ؟ ومَنْ هذا الزمانْ ؟ ومن الذي جعل الحياة مملة ً ؟ والصحو كابوساً يروع منْ صحا في كل آن ؟ ومن الذي قتل َ الشجاعة بعدما أغتصب المكانْ ..؟ بالله ياعيني لا تترقرقا لاتبكيا كمداً فقد فات الأوانْ ، إن البكاء هنا أحتراق ٌ وانكسارٌ وامتهانْ ، لا تذرفا دمعي لأن الدمع َ أغلى من حبيبات الجمانْ ، لا تبكيا أسفاً فمن يبكي على قوم ٍ يسمى في شريعتهم جبانْ . | إبراهيم الديلمي |